# مرکز آموزش علمی کاربردی دادگستری لرستان
مرکز آموزش علمی کاربردی دادگستری لرستان  یکی از واحدهای دانشگاه جامع علمی کاربردی است. این واحد در شهر خرم‌آباد قرار دارد.